# Proteinus brachypterus
Proteinus brachypterus is een keversoort behorend tot de kortschildkevers. Volwassen dieren eten Tanacetum vulgare (boerenwormkruid). Het komt voor in het holarctisch gebied en heeft een lengte van 1,5 tot 2 mm.